# Astelia trinervia
Astelia trinervia är en enhjärtbladig växtart som beskrevs av Thomas Kirk. Astelia trinervia ingår i släktet Astelia och familjen Asteliaceae. Inga underarter finns listade i Catalogue of Life.